# Guerra del rei Jordi
La guerra del rei Jordi (1744-1748) és el nom que es va donar a les operacions militars a Amèrica del Nord que van formar part de la Guerra de Successió Àustria (1740-1748). Va ser la tercera de les quatre guerres franceses i índies. Va tenir lloc principalment a les províncies britàniques de Nova York, Massachusetts Bay (que en aquell moment incloïa Maine i Massachusetts), New Hampshire (que en aquell moment incloïa Vermont) i Nova Escòcia. La seva acció més significativa va ser una expedició organitzada pel governador de Massachusetts, William Shirley, que va assetjar i finalment va capturar la fortalesa francesa de Louisbourg, a l'illa del cap bretó de Nova Escòcia, el 1745. En francès es coneix com la Troisième Guerre Intercoloniale o la Tercera Guerra Intercolonial.
El tractat d'Aix-la-Chapelle va posar fi a la guerra el 1748 i va restablir Louisbourg per a França, però no va resoldre cap problema territorial pendent.

## Causes
La Guerra de l'Orella de Jenkins (anomenada per un incident del 1731 en què un comandant espanyol va tallar l'orella del capità mercant britànic Robert Jenkins i li va dir que el portés al seu rei, George II) va esclatar el 1739 entre Espanya i Gran Bretanya, però es va limitar al mar Carib i al conflicte entre la Florida espanyola i la veïna província britànica de Geòrgia. La Guerra de Successió d'Àustria, nominalment una lluita per la legitimitat de l'adhesió de Maria Teresa al tron austríac, va començar el 1740, però al principi no va implicar militarment ni a Espanya ni al Regne Unit. De fet Gran Bretanya va ser atreta diplomàticament en aquest conflicte el 1742 com a aliat d'Àustria i com oponent de França i Prússia, però les hostilitats obertes entre ells no van tenir lloc fins al 1743 a Dettingen.
La guerra no es va declarar formalment entre Gran Bretanya i França fins al març de 1744. Massachusetts no va declarar la guerra contra Quebec i França fins al 2 de juny.

## Curs de la guerra

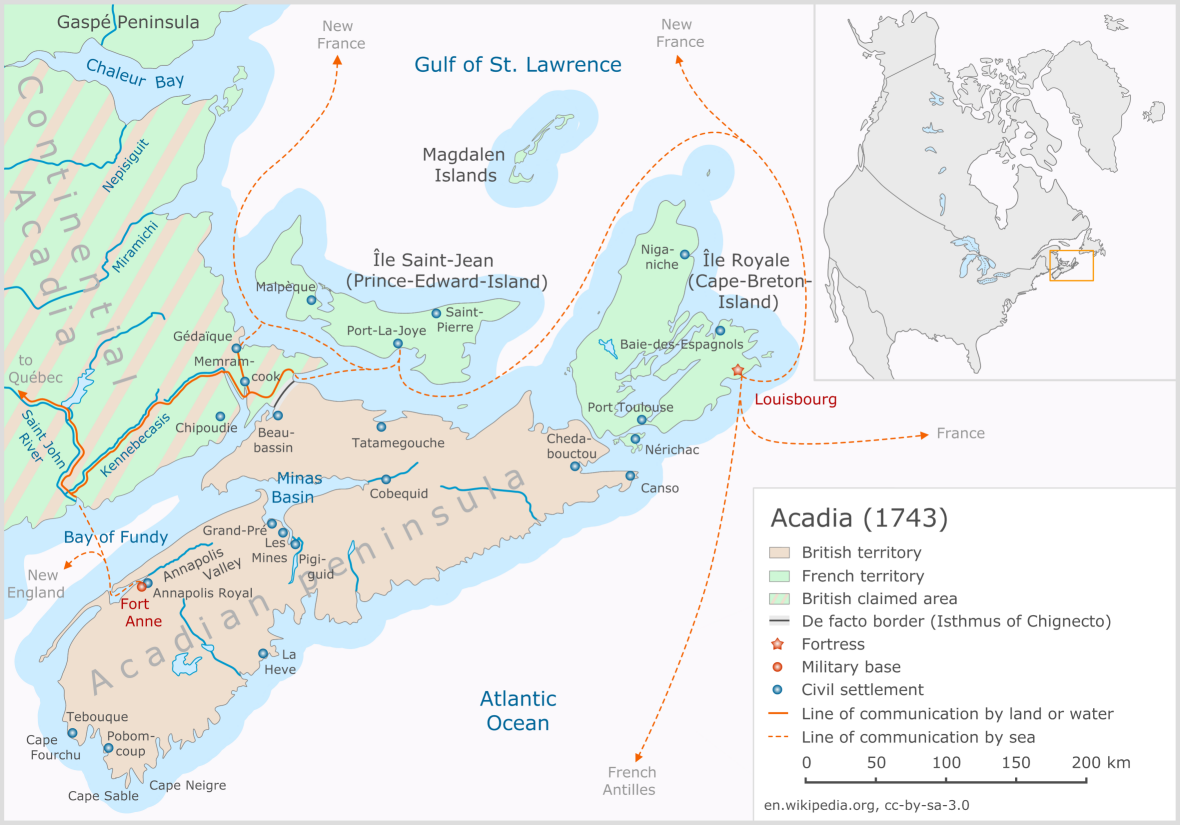
Acàdia el 1743, un any abans que havia començat la guerra del rei Jordi. Les principals batalles de la guerra estan marcades al mapa.

Les notícies de declaracions de guerra van arribar a la fortalesa francesa a Louisbourg primer, el 3 de maig de 1744, i les forces allà van perdre poc temps en començar les hostilitats. Preocupats per les seves línies de subministrament terrestres cap a Quebec, van atacar el port pesquer britànic de Canso el 23 de maig, i després van organitzar un atac a Annapolis Royal, la capital de Nova Escòcia. Però les forces franceses van endarrerir-se a la marxa de Louisbourg, i els seus aliats de les Primeres Nacions Mi'kmaq i Maliseet, juntament amb el pare Jean-Louis Le Loutre, van decidir atacar per compte propi Fort Anne a principis de juliol.
Annapolis havia rebut notícies de la declaració de guerra, i les forces britàniques estaven una mica preparades quan els guerrers de les Primeres Nacions van començar a assetjar Fort Anne. Com que no tenien armes pesants, els Mi'kmaq i Maliseet es van retirar al cap de pocs dies. Aleshores, a mitjans d'agost, una força francesa més gran va arribar a Fort Anne, però tampoc va poder realitzar un atac efectiu o setge contra la guarnició. El fort havia rebut subministraments i reforços des de Massachusetts.
El 1745, les forces colonials britàniques van capturar la fortalesa de Louisbourg després d'un setge de sis setmanes. En represàlia, la Confederació Wabanaki d'Acàdia va llançar la Campanya de la Costa Nord-Est (1745) contra els assentaments britànics a la frontera d'Acàdia, al nord-est de Maine. França va llançar una important expedició per recuperar Louisbourg el 1746. Assaltat per tempestes, malalties i, finalment, la mort del seu comandant, el Duc d'Anville, els supervivents de l'expedició van tornar a França en llagosta sense assolir el seu objectiu.

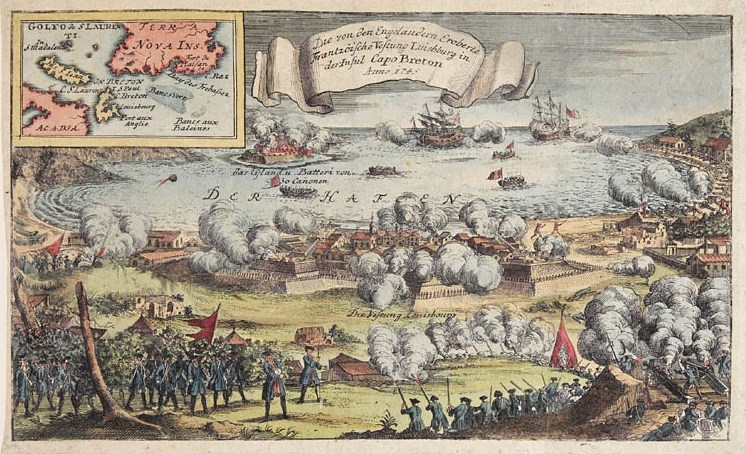
Després d'un setge de 47 dies, les forces britàniques van capturar la Fortalesa de Louisbourg el juliol de 1745.

La guerra també es va combatre a les fronteres entre les colònies del nord britànic i Nova França. Cada bàndol tenia aliats entre els nadius americans, i els pobles perifèrics van ser atacats i capturats per rescatar, o de vegades adopcions per tribus nord-americanes que havien sofert pèrdues per malalties o guerres. Com a resultat de la freqüent incursió a la frontera nord, el governador William Shirley va ordenar la construcció d'una cadena d'avançaments de frontera que s'estenia cap a l'oest fins a la seva frontera amb Nova York.
El 28 de novembre de 1745, els francesos amb els seus aliats indis van atacar i destruir el poble de Saratoga, Nova York, matant o capturant més d'un centenar dels seus habitants. Després d'això, els britànics van abandonar els seus assentaments a Nova York al nord d'Albany, una important ciutat comercial. El juliol del 1746, una força d'iroquois es va reunir al nord de Nova York per a un atac de represàlia contra les forces canadenques.
Veient que els regulars britànics esperats no acabaven d'arribar mai, es va cridar l'atac. Una gran força francesa i de les primeres nacions (més de 1.000 homes) es va reunir per atacar la vall superior del riu Hudson el 1746, en lloc de córrer a la vall del riu Hoosac, incloent un atac al Fort Massachusetts (actualment North Adams, Massachusetts). Això va suposar una represàlia per l'assassinat d'un líder indi en una escaramussa anterior. Altres incursions van incloure la incursió del 1747 a Francesa i dels i Mi'kmaq a Grand Pré, Nova Escòcia; i una incursió el 1748 per aliats indis dels francesos contra Schenectady, Nova York.

## Conseqüències

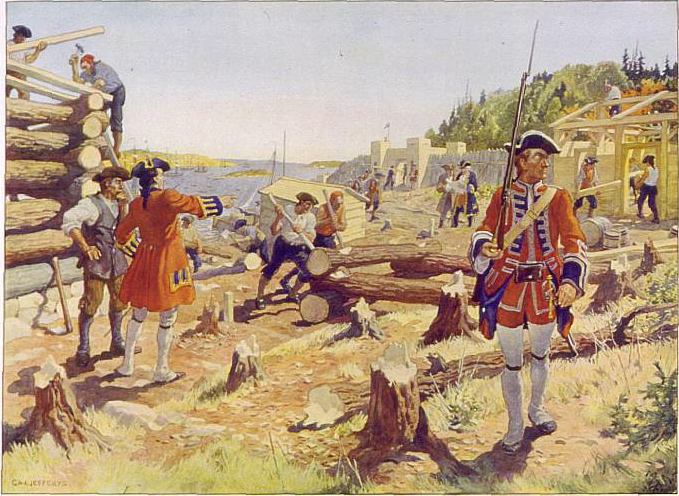
Soldats britànics custodiant Halifax el 1749. Els combats a Nova Escòcia entre els britànics i les milícies acadianes i de Mi'kmaq van continuar fins i tot després de la signatura del tractat de pau.

La guerra va suposar un alt cost, sobretot a les colònies del nord britànic. Les pèrdues d'homes només de Massachusetts entre 1745 i 1746 s'han estimat com d'un 8% de la població masculina adulta de la colònia.
Segons el tractat d'Aix-la-Chapelle, Louisbourg va ser retornat a França al cap de tres anys, a canvi de la ciutat de Madras, a l'Índia, que havia estat capturada dels britànics per part dels francesos. Aquesta decisió va indignar els nous anglesos, en particular els colons de Massachusetts que havien contribuït més a l'expedició (en termes de finançament i personal). El govern britànic va reconèixer finalment l'esforç de Massachusetts amb un pagament de 180.000 £ després de la guerra. La província va utilitzar aquests diners per retirar la seva devaluada moneda de paper.
El tractat de pau, que va restablir totes les fronteres colonials al seu estatus previ a la guerra (statu quo ante bellum), va fer poc per acabar amb la dura enemistat entre França, Gran Bretanya i les seves respectives colònies, ni va resoldre disputes territorials. Es van mantenir les tensions tant a Amèrica del Nord com a Europa. Van esclatar de nou el 1754, amb l'inici de la guerra del francès i de l'Índia a Amèrica del Nord, que es va estendre per Europa dos anys més tard com la Guerra dels Set Anys. Entre el 1749 i el 1755 a Acàdia i Nova Escòcia, els combats van continuar amb la guerra del pare Le Loutre.